# 莉萨·布伦瑙尔
莉萨·布伦瑙尔（德語：Lisa Brennauer，1988年6月8日—）是一名德国自行车运动员，2019年开始为Ceratizit–WNT职业自行车效力。她曾代表国家队参加了2012年夏季奥林匹克运动会女子团体追逐赛。2014年9月，她在世界公路自行车锦标赛上获得女子个人计时赛的冠军。